# Пирокластични сурџ
Пирокластични сурџ је флуидална маса гаса и фрагмената стена, која је избачена у току вулканске ерупције. Слична је пирокластичном току, али има мању густину, или садржи много већу пропорцију односа гаса и стене, што га чини турбулентнијим. На тај начин, пирокластични сурџ је у могућности да се издиже изнад гребена и брда, за разлику од пирокластичних токова који се крећу само долинама. Пирокластични сурџеви су много бржи од пирокластичних токова, а из једног пирокластичног тока, у току његовог кретања, може да се формира пирокластични сурџ.
Постоји неколико типова сурџева:
- базни сурџеви - који се, у случају вулканских ерупција, називају пирокластични сурџеви;
- топли сурџеви - који се формирају на исти начин као и пирокластични токови;
- хладни сурџеви - који се формирају када магма дође у директан контакт са великом количином воде.